# Friedrich Thieberger
Friedrich Thieberger, né le 12 novembre 1888 à Goltsch-Jenikau en Autriche-Hongrie, aujourd'hui Golčův Jeníkov en République tchèque, et mort le 30 mai 1958 à Jérusalem en Israël est un écrivain, philosophe, et militant sioniste de langue allemande. 

## Biographie

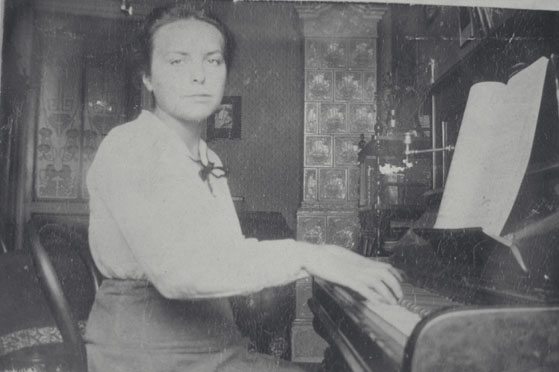
La poétesse Gertrude Thieberger, épouse Urzidil, soeur de Friedrich (1918)

Friedrich Thieberger est issu d'une famille rabbinique. Il étudie la philosophie et la philologie à Prague, où il enseigne ensuite les langues modernes. Il est membre l'association sioniste pragoise Bar Kochba. 
Ayant fait la connaissance de Kafka, il lui donne des cours d'hébreu. Le 11 juin 1924, il est des écrivains qui suivent le cortège funèbre de Franz Kafka, au côté de Johannes Urzidil, Ludwig Winder, Felix Weltsch, Oskar Baum, Max Brod. Sa sœur Gertrude est l'épouse d'Urzidil. 
En 1939, avec la fin de la Tchécoslovaquie, il s'exile et émigre en Palestine, où il meurt en 1958.

## Ouvrages
- 1934, Masaryk und das Judentum
- 1937, Jüdisches Fest - Jüdischer Brauch, Leipzig
- 1947, King Salomon, Oxford
- 1952, Die Glaubensstufen des Judentums, Stuttgart

## Sources
- (de) Johannes Urzidil, 1965, Da geht Kafka, Zurich, Artemis Verlag
- (en) Biographie de Friedrich Thieberger Yivo Encyclopedia of Jews in Eastern Europe